# Velika Brda
Velika Brda – wieś w Słowenii, w gminie Postojna. W 2018 roku liczyła 49 mieszkańców.